# Rehaset Mehari
Rehaset Mehari (ur. 5 marca 1989) – erytrejska lekkoatletka, długodystansowiec, olimpijczyk.
Uczestniczka Igrzysk Olimpijskich w Londynie, gdzie wystartowała w biegu maratońskim, który ukończyła na 58. miejscu z czasem 2:35:49. 
Startowała również w Mistrzostwach Świata w Biegach Przełajowych 2011 w Punta Umbría, zajmując 51. miejsce. 

## Rekordy życiowe
Stan na 17.08.2016
| Dystans | Wynik (s) | Miejsce | Data          |
| ------- | --------- | ------- | ------------- |
| maraton | 2:33:42   | Rzym    | 18 marca 2012 |